# Hypoplexia varicolor
Hypoplexia varicolor là một loài bướm đêm trong họ Noctuidae.